# 盧布林主教座堂

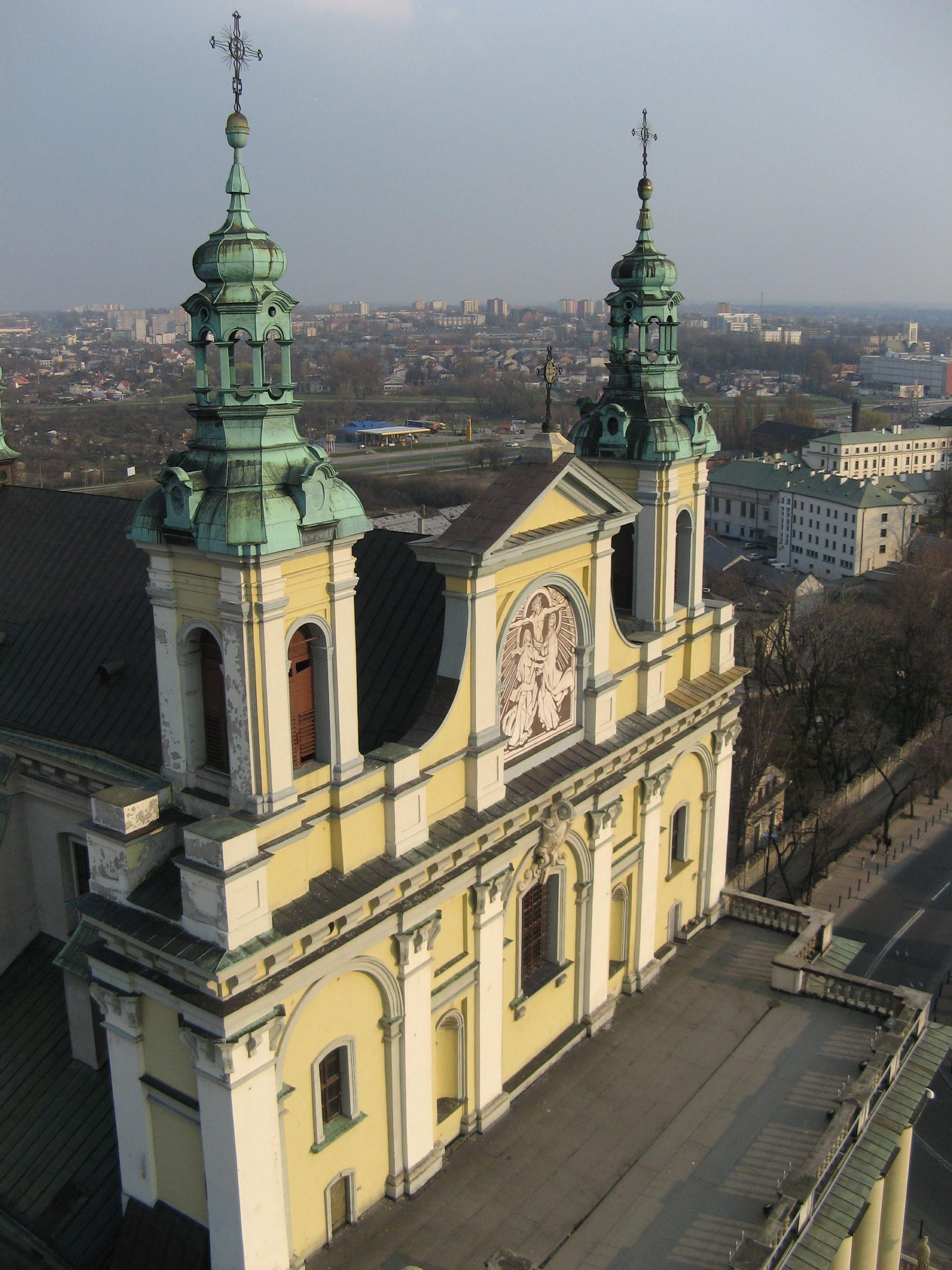
Katedra widziana z Wieży Trynitarskiej

圣若翰洗者圣史若望总主教座堂（Archikatedra św. Jana Chrzciciela i św. Jana Ewangelisty）天主教卢布林总教区的主教座堂，位于波兰卢布林，巴洛克风格。
该堂由耶稣会兴建，1586年4月20日动工，1604年4月25日祝圣，1625年建成。1752年大火后重建。1773年耶稣会遭取缔后荒废。1805年卢布林教区成立，主教座堂设于前耶稣会教堂。
该堂在二战期间的1939年9月9日曾遭到轰炸，战后重建。1987年6月9日，若望保禄二世来此参观。

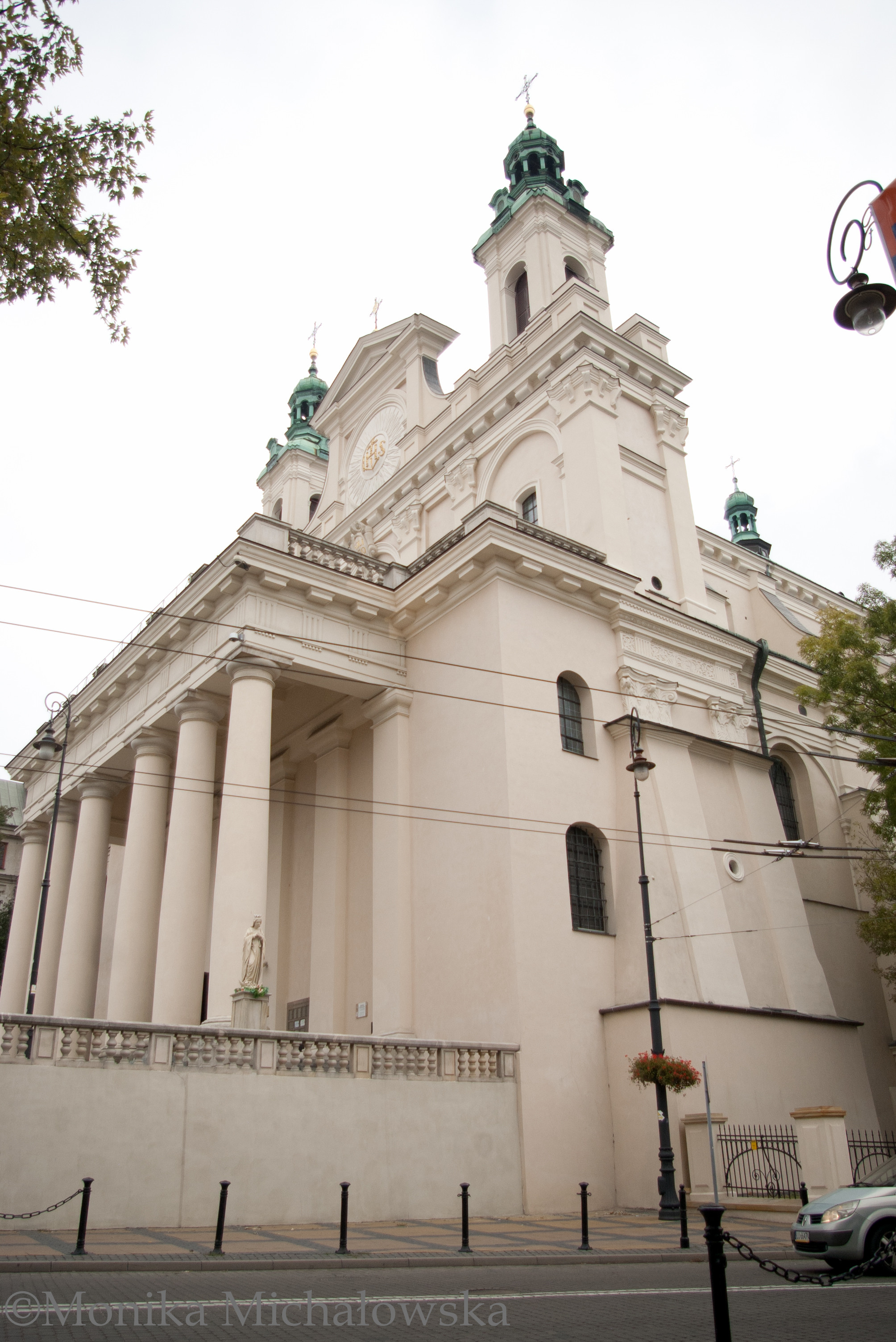
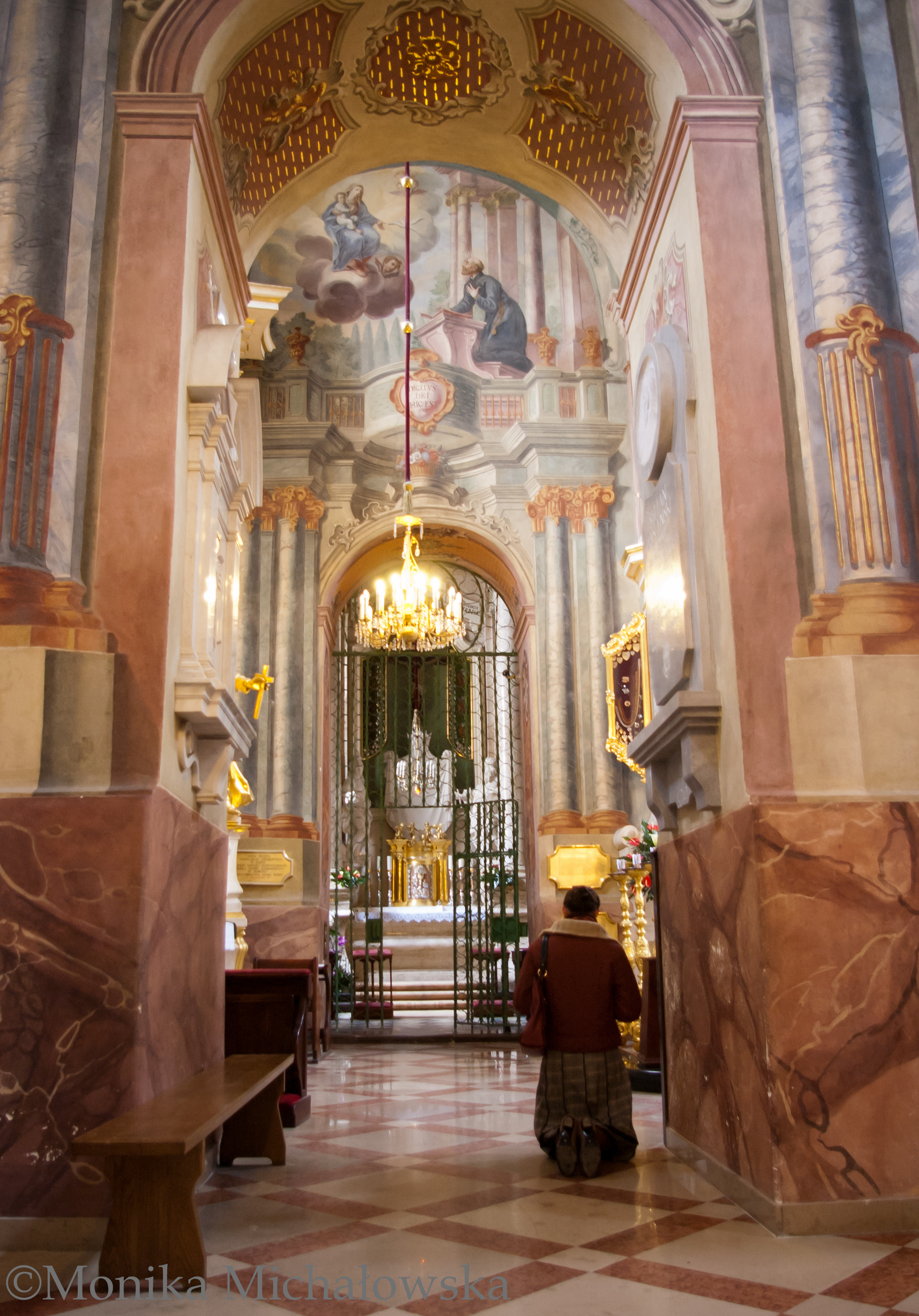
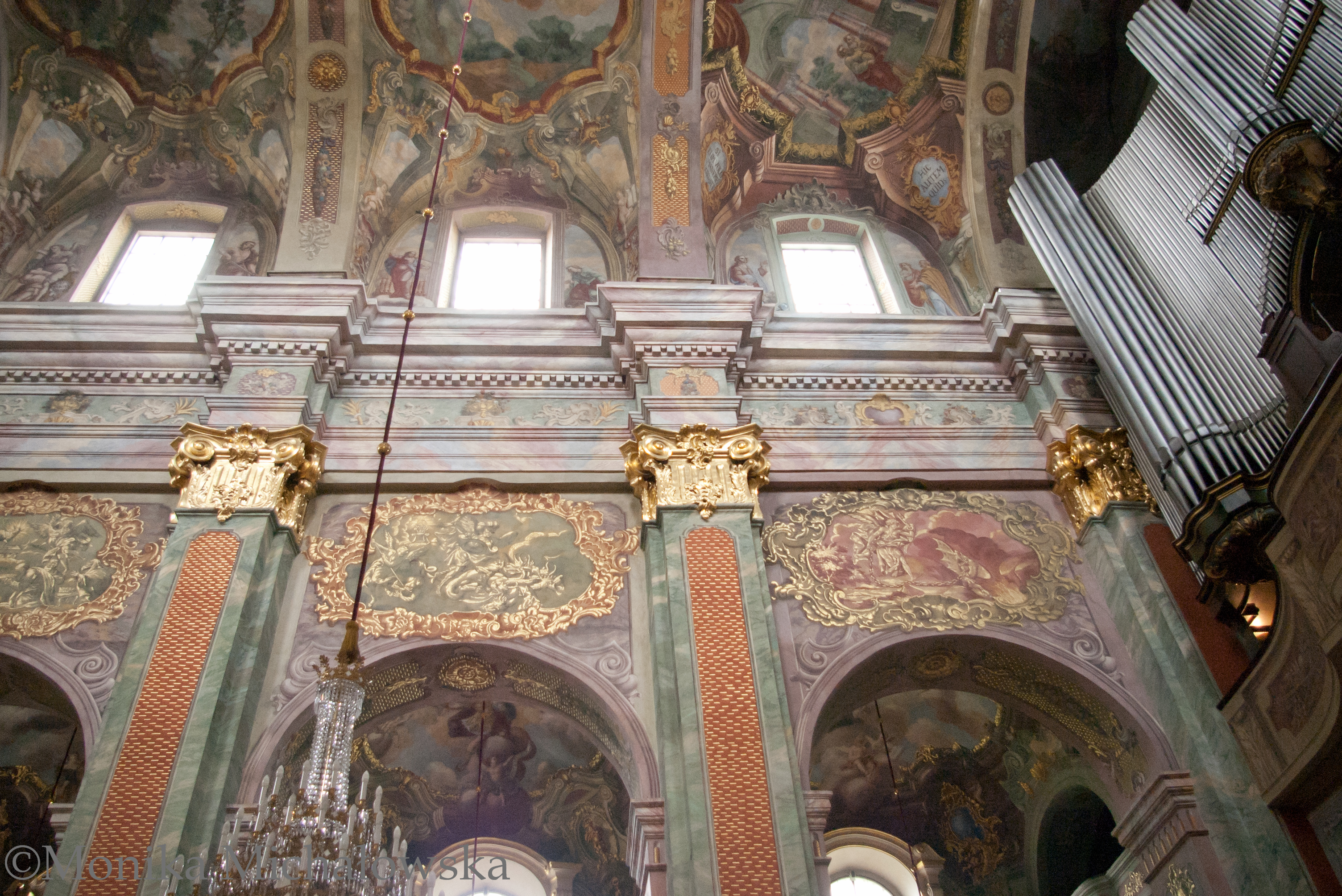
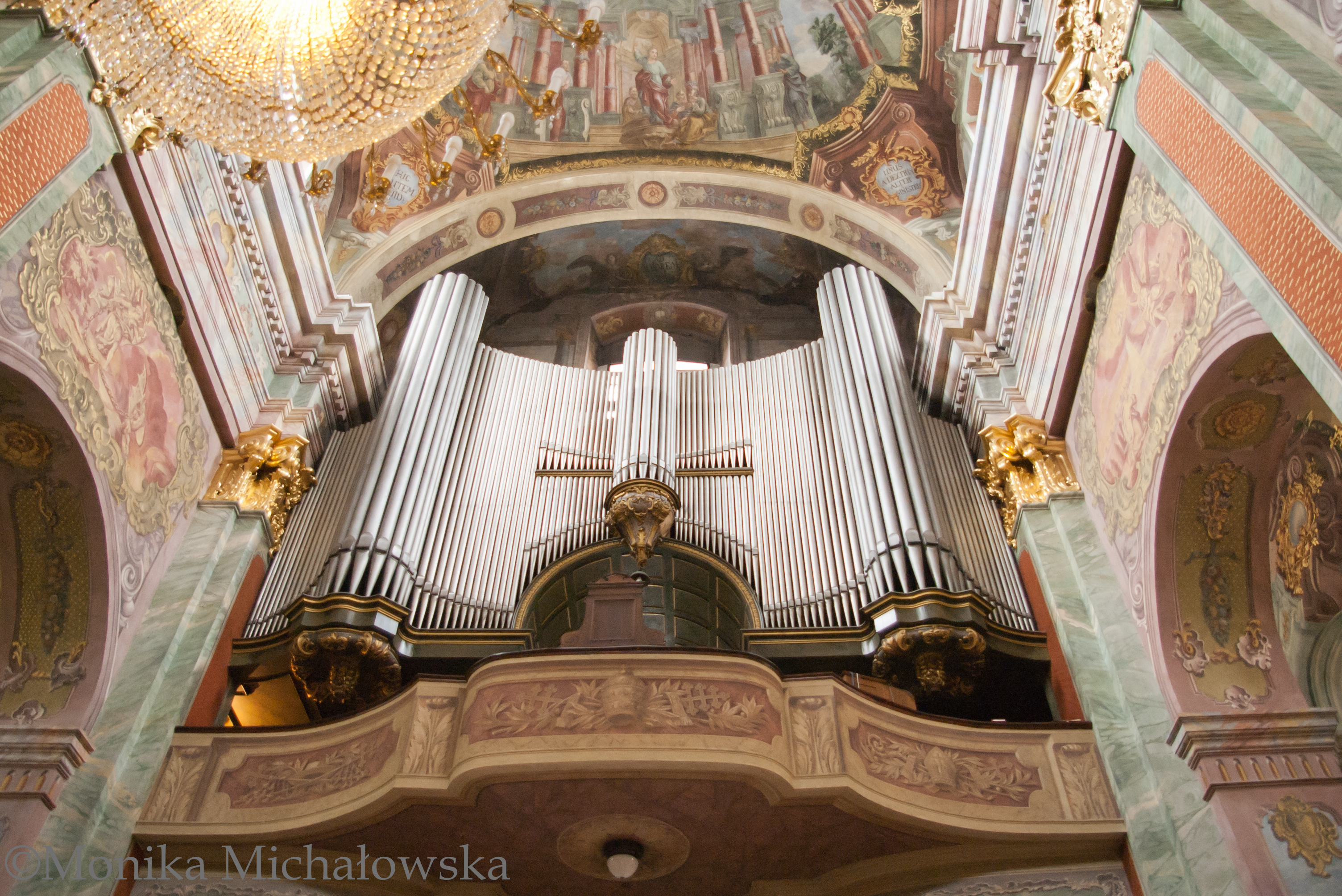
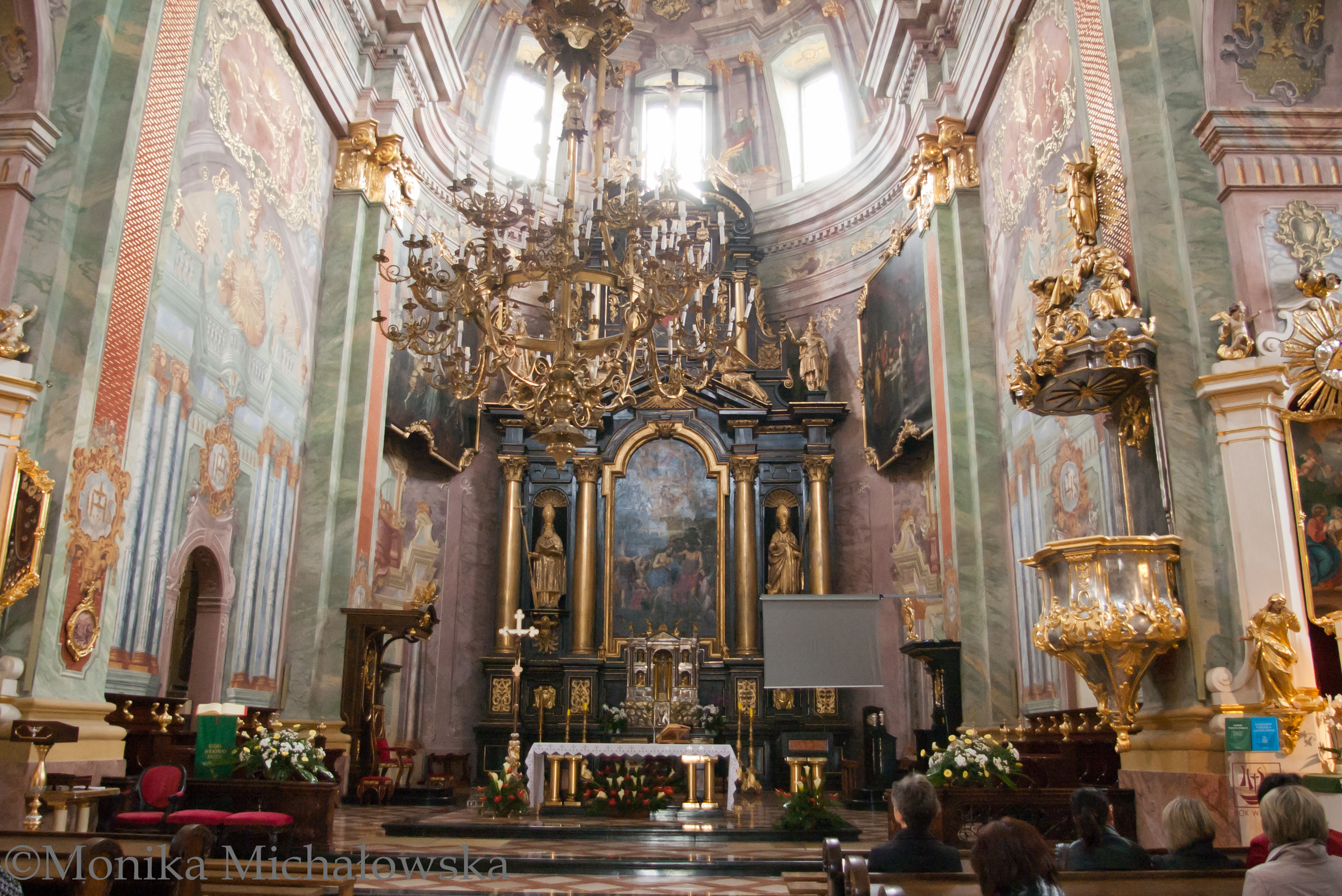
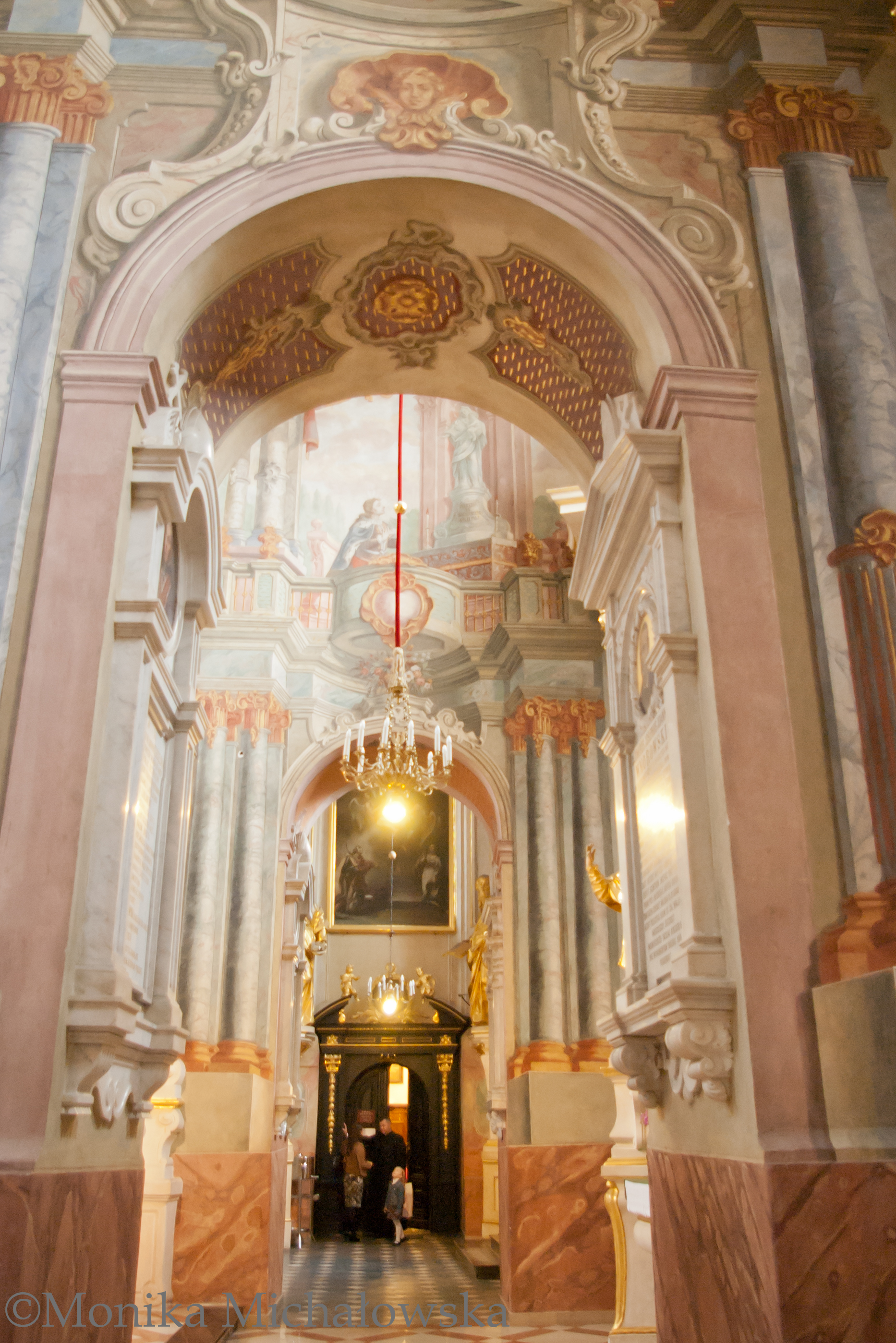
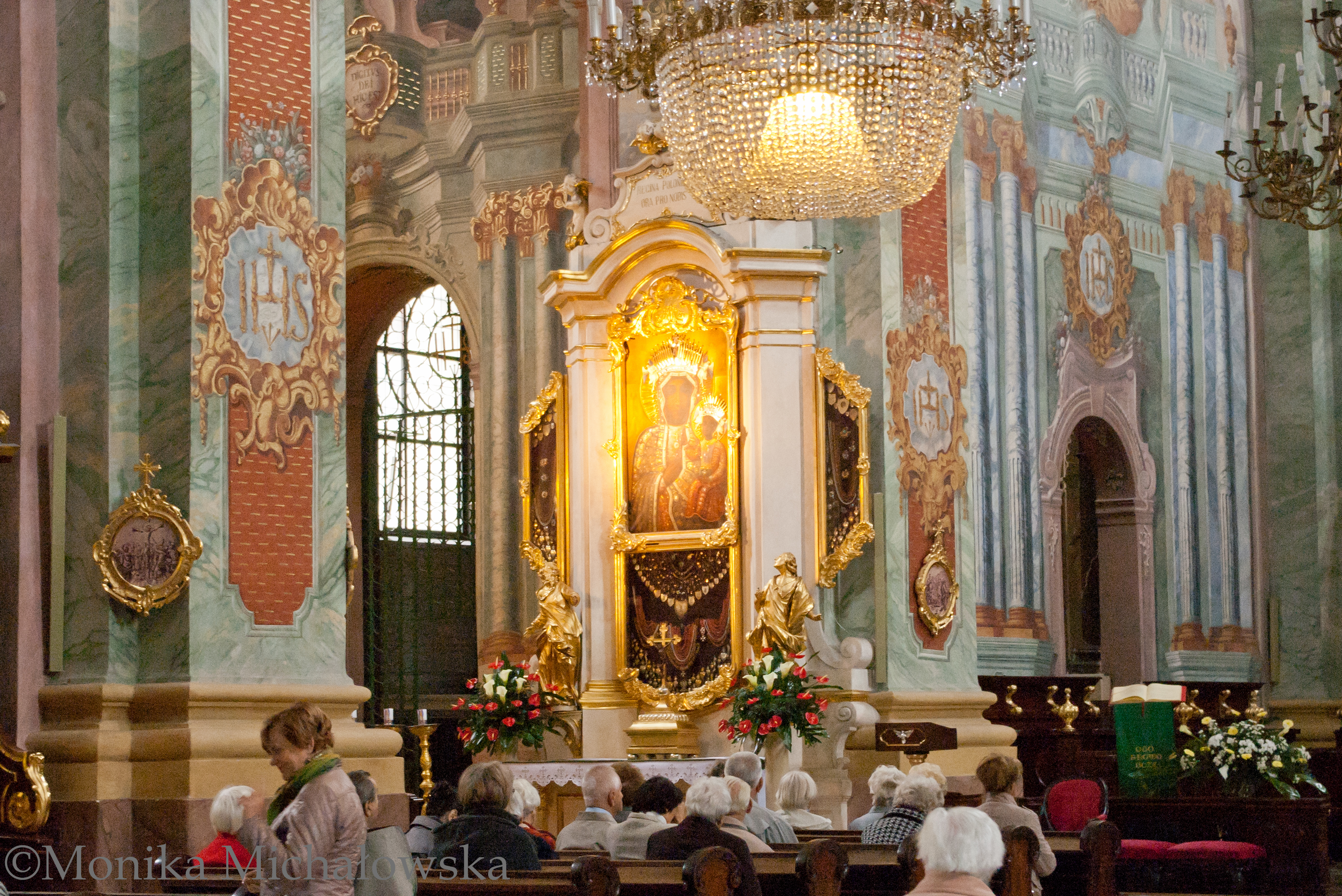
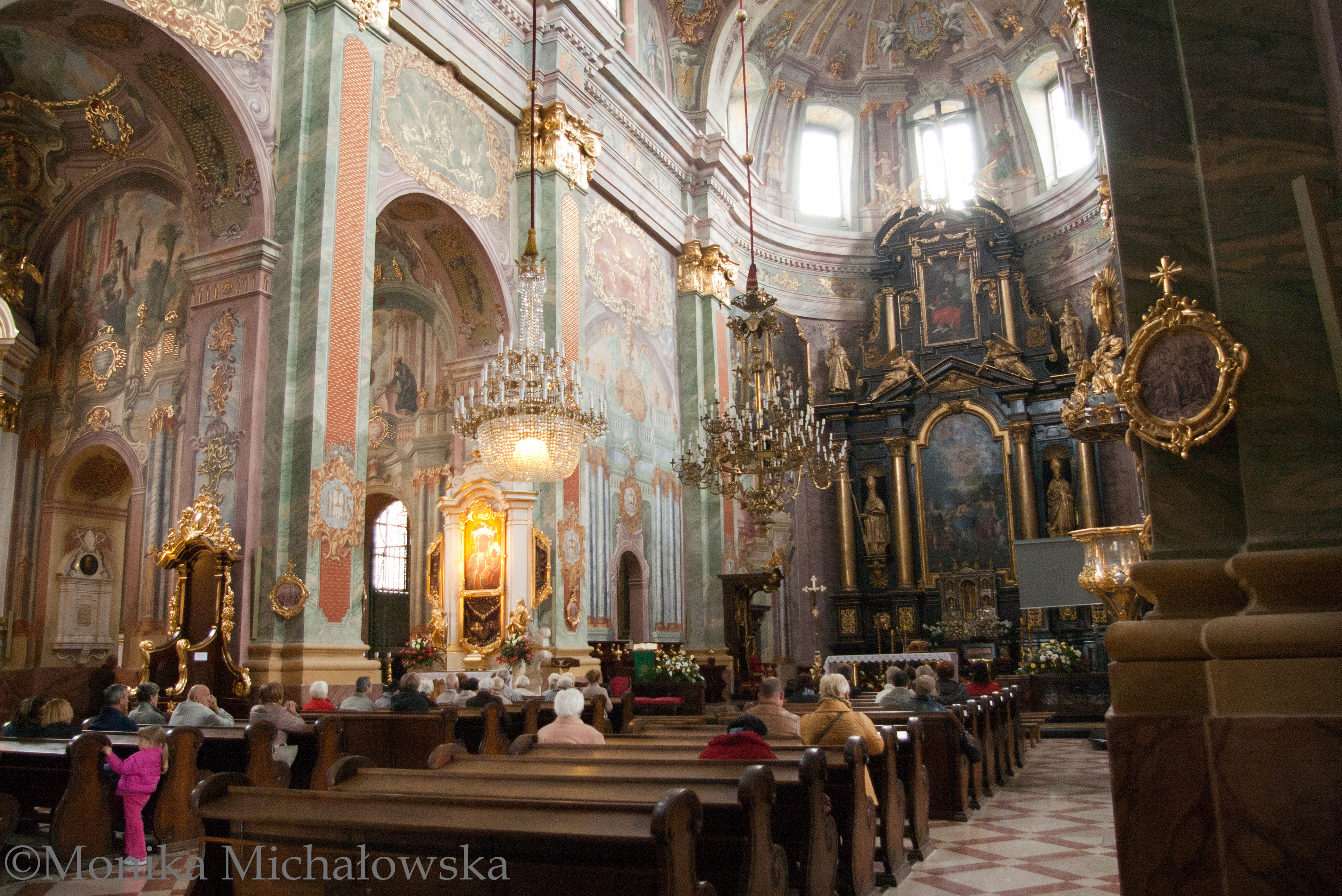
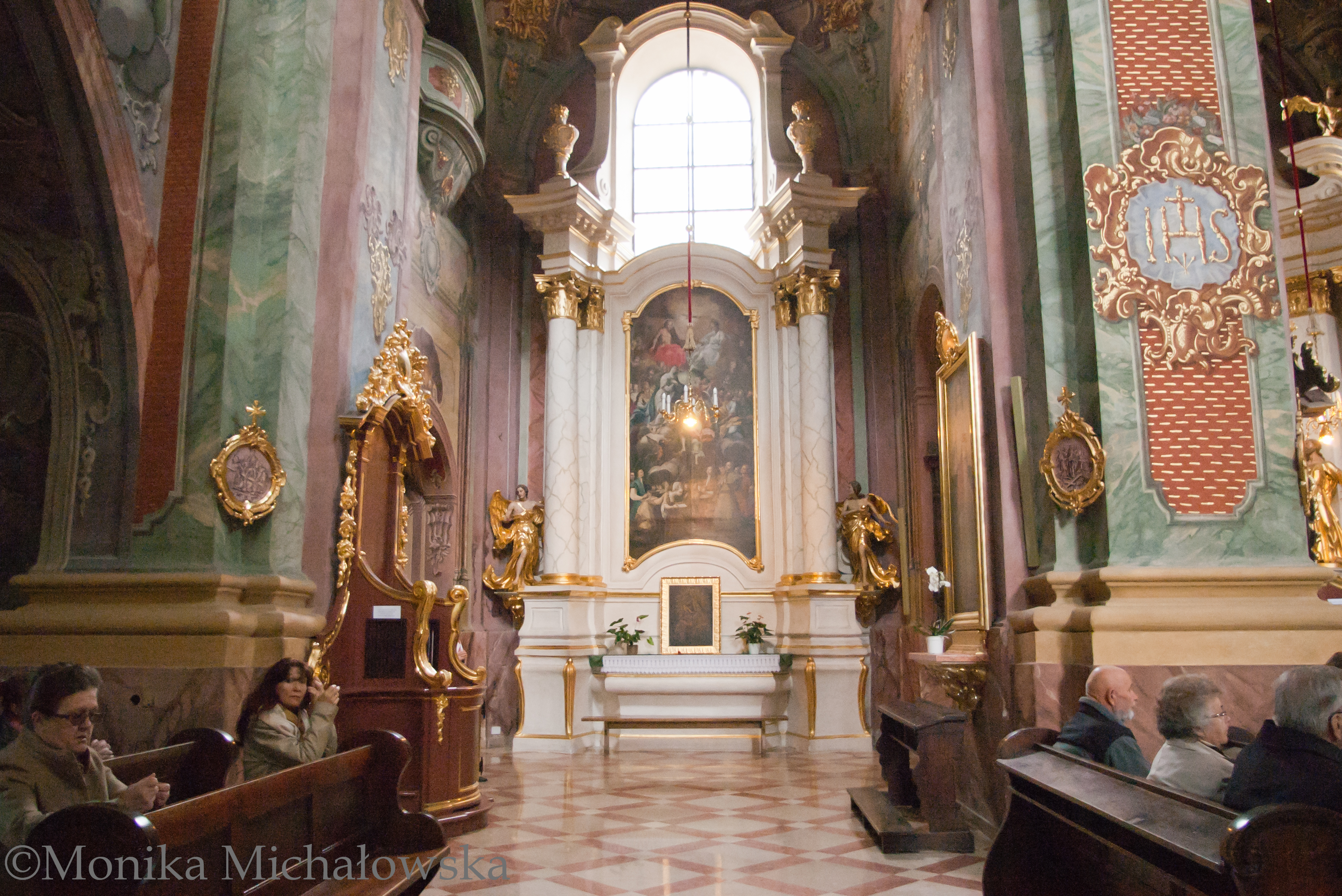
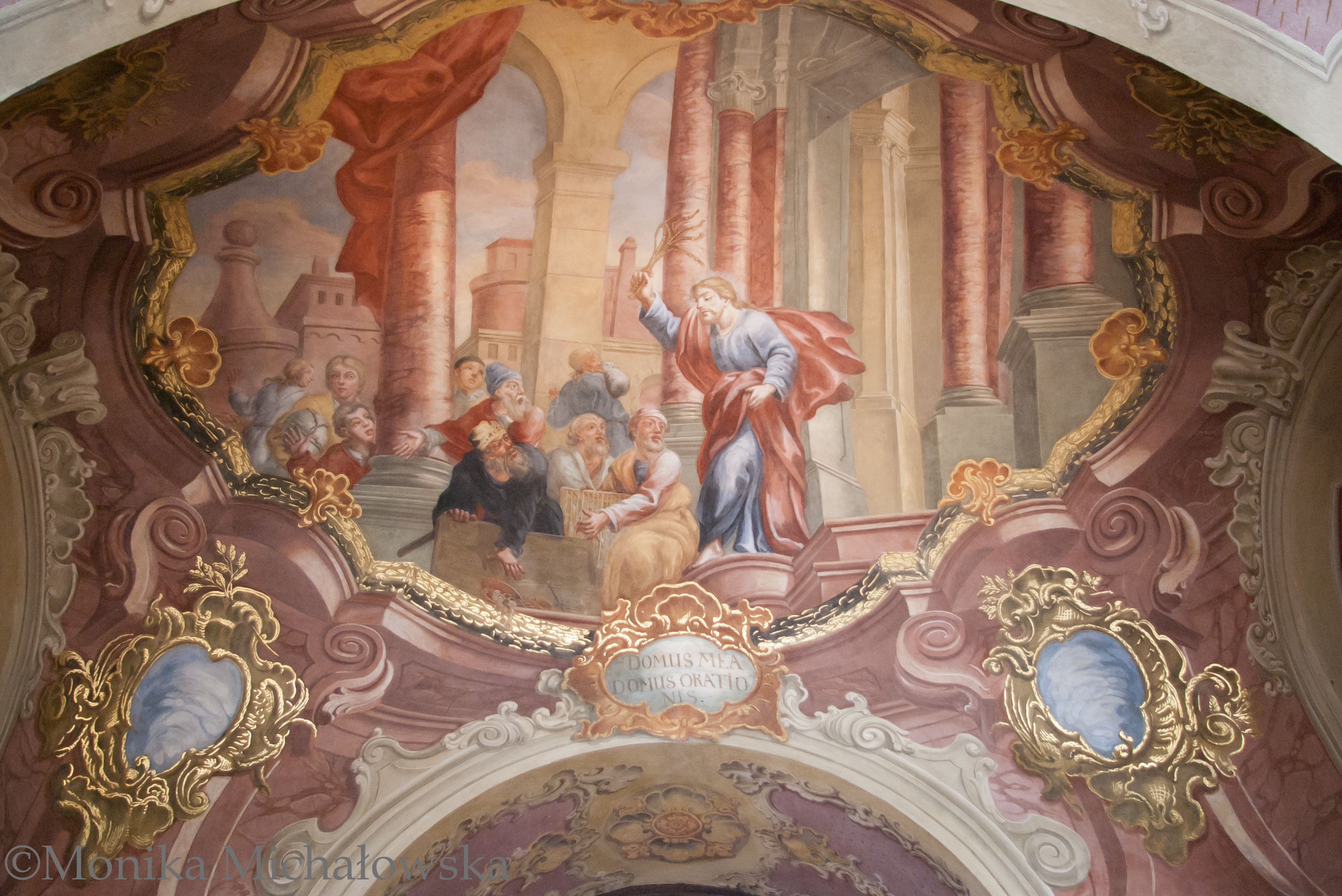
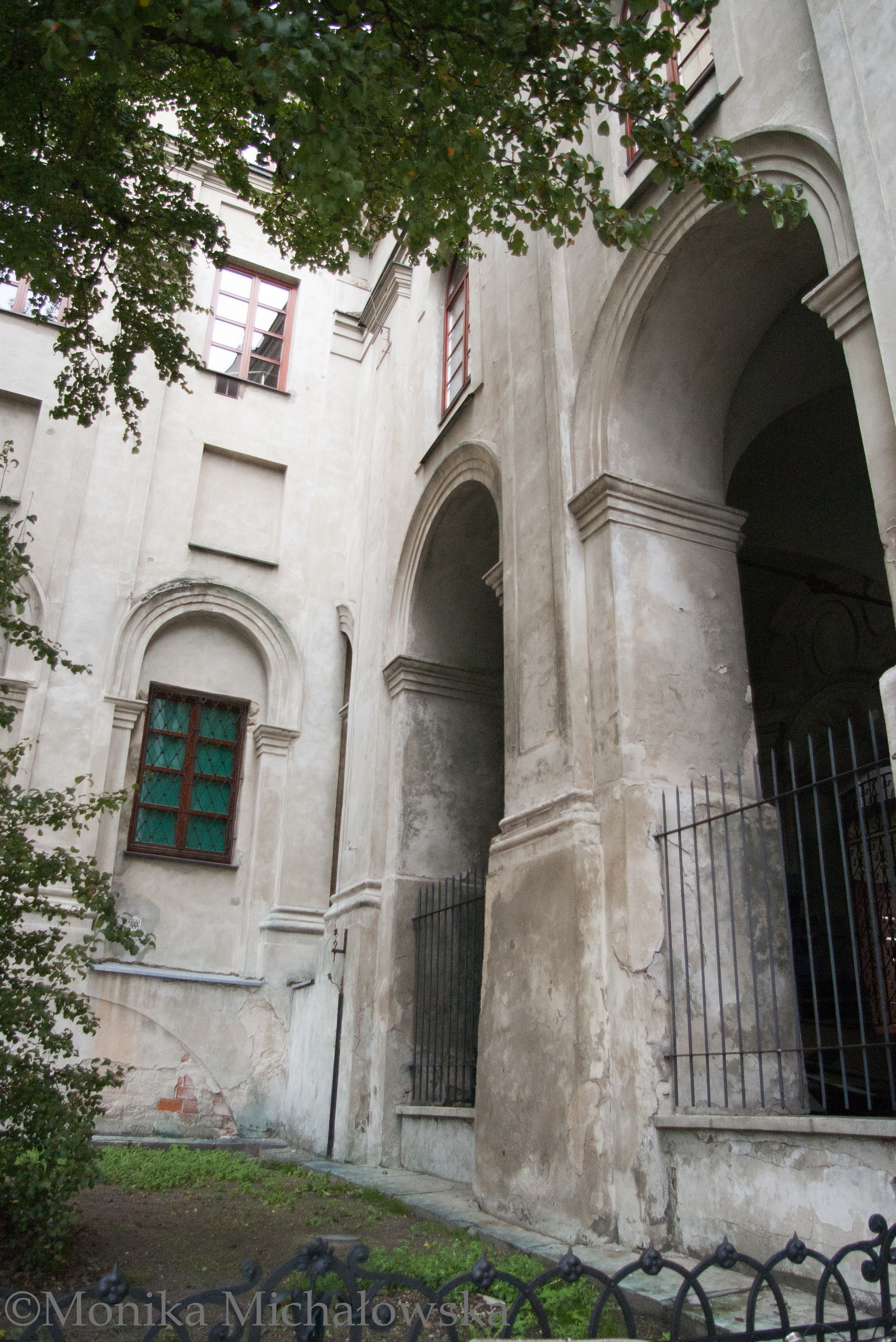